# Ernst Michl
Ernst Michl (* 9. Februar 1935 in Eslarn; † 19. Oktober 2001 in Puchheim) war ein deutscher Politiker (CSU).
Michl besuchte die Volksschule und das Humanistische Gymnasium. Er war Diplom-Verwaltungswirt (FH) und arbeitete bei der Staatsfinanzverwaltung im gehobenen Dienst. Er war Landesvorsitzender im Arbeitskreis Sport, Diözesanvorsitzender des Kolpingbildungswerks, Vorsitzender der Alfons-Goppel-Stiftung sowie Präsident des Bayerischen Skibob Verbands. Ab 1998 war er Ehrensenator der TU München.
1956 wurde Michl Mitglied in der CSU, wo er Kreisvorsitzender in München-Mitte und Bezirksvorstand war. Von 1974 bis 1998 gehörte er dem Bayerischen Landtag an. Fünf Mal wurde er dabei direkt im Stimmkreis München-Altstadt gewählt. Im Jahre 1994 zog er über die oberbayerische Landesliste der CSU in den Bayerischen Landtag ein. 